# Kostelec (Hromnice)
Kostelec je vesnice, část obce Hromnice ve východní části okresu Plzeň-sever v Plzeňském kraji. Leží třináct kilometrů severovýchodně od Plzně. Katastrální území Kostelec u Nadryb měří 269,64 ha.

## Historie
První písemná zmínka o vesnici pochází z roku 1238.

## Přírodní poměry
Kostelec sousedí na severu s Nynicemi, na východě za Berounkou s Darovou a na jihovýchodě s Nadryby. Ves leží na hranici přírodního parku Horní Berounka.

## Obyvatelstvo
| Rok            | 1869 | 1880 | 1890 | 1900 | 1910 | 1921 | 1930 | 1950 | 1961 | 1970 | 1980 | 1991 | 2001 | 2011 | 2021 |
| -------------- | ---- | ---- | ---- | ---- | ---- | ---- | ---- | ---- | ---- | ---- | ---- | ---- | ---- | ---- | ---- |
| Počet obyvatel | 85   | 98   | 67   | 69   | 71   | 87   | 73   | 42   | 41   | 29   | 33   | 25   | 29   | 38   | 43   |
| Počet domů     | 11   | 11   | 11   | 10   | 11   | 11   | 13   | 14   | 13   | 12   | 11   | 11   | 12   | 10   | 14   |

## Obecní správa
Při sčítání lidu v letech 1869–1950 Kostelec byl samostatnou obcí, se kterým patřil nejprve do okresu Plzeň, ale v roce 1950 v okrese Plzeň-okolí. V letech 1961–1980 byl částí obce Nadryby v okrese Plzeň-sever. Od 1. července 1980 je částí obce Hromnice v okrese Plzeň-sever. Poté se Nadryby opět osamostatnily, ale Kostelec již zůstal součástí Hromnic.

## Pamětihodnosti
- gotický kostel svatého Jiří, barokně přestavěný na objednávku plaských cisterciáků Matějem Ondřejem Kondelem v letech 1741–1744[8]
- mohylník mezi Nynicemi a Nadrybami